# Roxana Amed
Roxana Amed (Buenos Aires, 5 de octubre de 1963) es una cantante de jazz, compositora, productora y educadora argentina. Considerada por colegas, críticos y público como una de las voces más relevantes de la música sudamericana, ha desempeñado un papel destacado en la escena de la música popular argentina, fusionando el repertorio tradicional de su país con el lenguaje del jazz.
Como artista exclusiva de Sony Music Latin, ha publicado doce producciones, entre ellas once álbumes y un DVD, los cuales han recibido elogios por parte de la crítica especializada y el público . Su propuesta musical combina el folklore y el rock sudamericano con el jazz post-bop, rindiendo homenaje al legado de poetas y compositores argentinos, y difundiendo el acervo cultural de su país a nivel internacional.
Es la primera cantante y productora argentina en recibir el Premio Gardel al Mejor Álbum de Jazz . Ha sido nominada en siete ocasiones más a los Premios Gardel y en tres oportunidades al Latin Grammy, en las categorías de Mejor Álbum de Jazz/Latin Jazz y Mejor Arreglo.
Desde 2013 reside en los Estados Unidos, donde continúa su actividad artística y pedagógica como profesora en la Frost School of Music de la Universidad de Miami.

## Formación y comienzos
Amed recibió una formación musical tradicional, aunque no convencional. Comenzó sus estudios de piano a los seis años y cursó la carrera de piano clásico en el Conservatorio Nacional de Música “Carlos López Buchardo”. Entre 1979 y 1988 estudió canto lírico con Lucía Boero y Laura Saccente. Interesada en la música popular, se formó en armonía y composición contemporáneas con reconocidos maestros.
A partir de 1980 integró diversos ensambles vocales dedicados a la música contemporánea, folklore, pop y música experimental, desempeñándose en muchos casos como cantante líder y arregladora.
Entre 1983 y 1990, y paralelamente a su carrera musical, realizó el Profesorado en Castellano, Literatura y Latín en el Instituto Superior del Profesorado Dr. Joaquín V. González. Posteriormente obtuvo un posgrado en Crítica de Literatura Contemporánea en Lengua Española bajo la mentoría de importantes autores de la escena de la crítica y la creación literaria.
Entre 1991 y 1993 asistió a la Fundación Universidad del Cine, donde estudió la carrera de Dirección. También se desempeñó como productora para canales de televisión y empresas extranjeras. En ese rol, participó de un documental filmado en Argentina sobre Carlos Gardel, producido junto al productor de El violín rojo, el canadiense Niv Fichman. Asimismo, trabajó en producciones como Gatica, el Mono del aclamado director argentino Leonardo Favio, El lado oscuro del corazón de Eliseo Subiela y Corazón iluminado de Héctor Babenco en diversos roles según sus inquietas exploraciones en esa industria.

## Carrera musical en Argentina
Durante los primeros años de la década de 1990, se presentó como cantante de jazz en distintas formaciones. Entre sus actuaciones más destacadas se encuentran los ciclos realizados junto al pianista Horacio Larumbe en el emblemático club Oliverio. Larumbe, considerado uno de los pianistas más destacados del jazz argentino, fue el primero en invitarla a compartir escenario en 1994.
Entre 1999 y 2001 participó activamente en la escena del jazz porteño como integrante de Outsiders, un proyecto enfocado en el jazz tradicional. Su desempeño vocal en este grupo recibió elogiosas críticas por parte de la prensa especializada local.
En 2002 debutó con repertorio propio en el Primer Festival de Jazz de la ciudad de Buenos Aires, realizado en el Teatro Ópera, ante una audiencia de más de 2.000 personas. El evento contó también con la participación de ya reconocidos artistas de la escena local, como Ernesto Jodos, el Quinteto Urbano y Javier Malosetti.
En 2003 fue nominada como Revelación de Jazz en los Premios Clarín Espectáculos, una consideración inédita para una cantante con una propuesta alternativa al jazz tradicional.

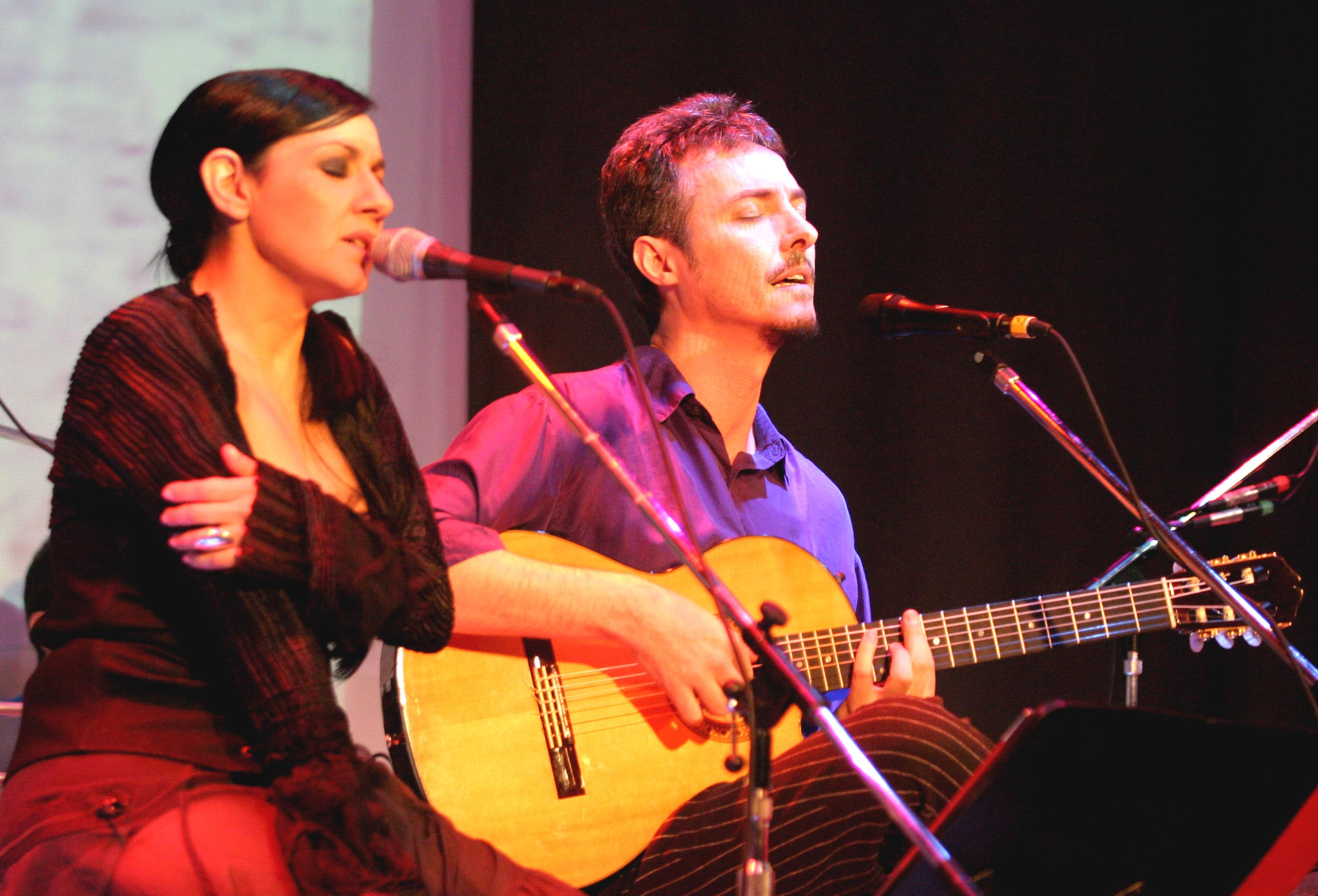
Roxana Amed junto a Pedro Aznar en la presentación de Limbo, año 2004

En 2004 editó su primer álbum, Limbo, editado por el sello EMI y producido con Pedro Aznar con quien establecerían una relación de colaboración hasta la fecha. Limbo es una colección bilingüe de canciones de su autoría con la inclusión de dos piezas emblemáticas y muy apreciadas por la audiencia como Durazno sangrando, de Luis Alberto Spinetta, y Amelia, de Joni Mitchell, esta última adaptada al español por Aznar y celebrada por la propia Mitchell. Limbo recibió el Premio Gardel a la Mejor Ingeniería de Sonido, reconocimiento otorgado a Pedro Aznar.
En 2006 lanzó Entremundos, seguido por el DVD La voz más allá, un documental con un concierto grabado en sonido 5.1, con el diseño sonoro y la colaboración de destacados ingenieros de sonido de Argentina. El material incluyó la participación de distinguidos artistas como León Gieco, Sandra Mihanovich y Pedro Aznar.

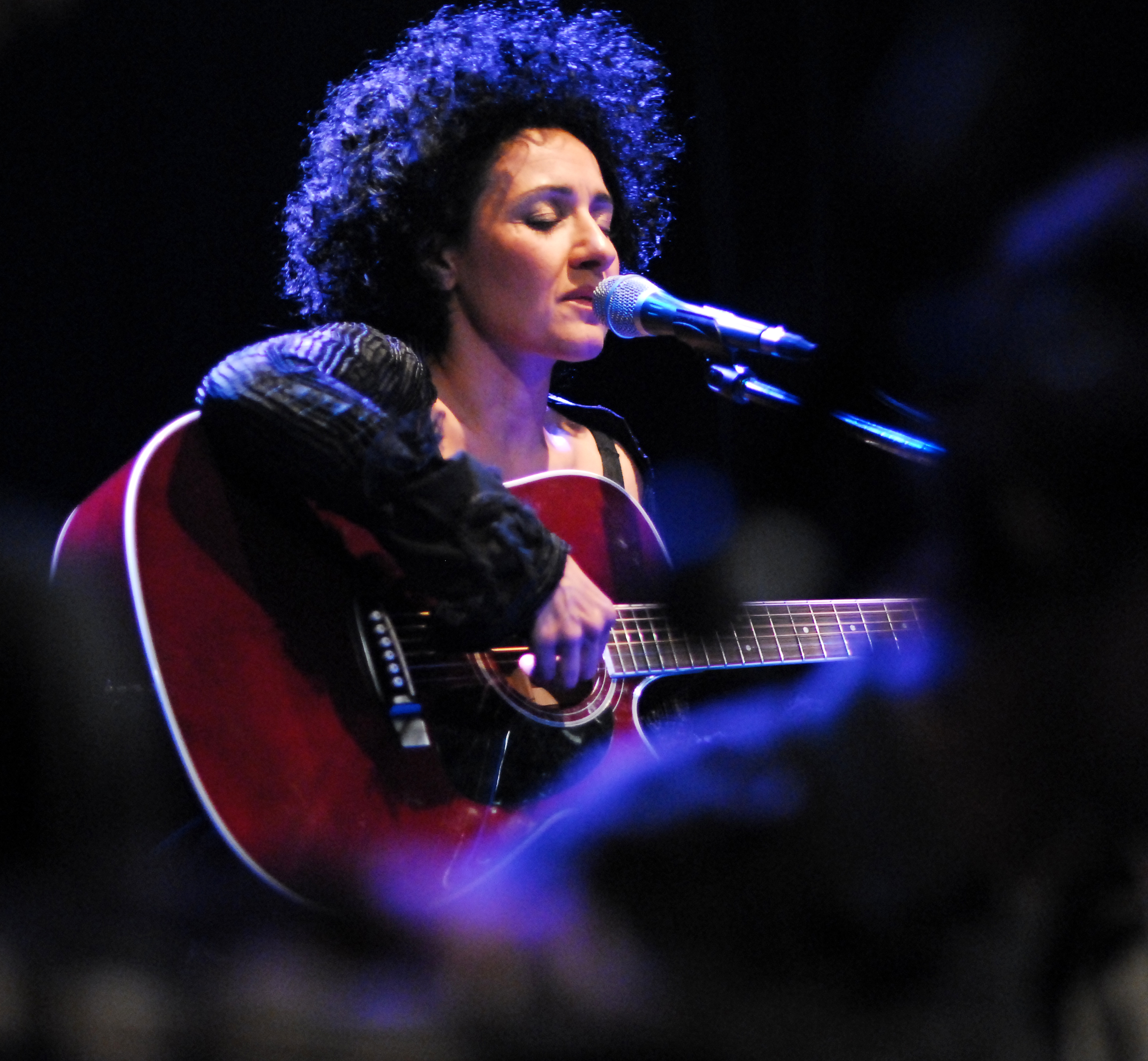
Roxana Amed cantando, año 2007

En 2010 presentó Cinemateca finlandesa, un trabajo en dúo con el pianista Adrián Iaies, que le valió su primera nominación a los Premios Gardel en la categoría Mejor Álbum de Jazz. El repertorio incluyó obras del compositor argentino Gustavo “Cuchi” Leguizamón, que más adelante fueron interpretadas en conciertos junto a orquestas sinfónicas en distintas ciudades de Argentina, fusionando el legado de este compositor con una sonoridad jazzística que el dúo le había imprimido a esas obras.
En 2011 lanzó Inocencia, un homenaje al folclore argentino que se destacó por su enfoque innovador, en parte por los arreglos del músico Guillermo Klein sobre obras de Atahualpa Yupanqui. Al año siguiente, en 2012, editó La sombra de su sombra, un proyecto junto al pianista y compositor finlandés Frank Carlberg, radicado en Nueva York. El álbum, compuesto por música original sobre poemas de la escritora argentina Alejandra Pizarnik, fue nominado nuevamente a los Premios Gardel en la categoría Mejor Álbum Conceptual.

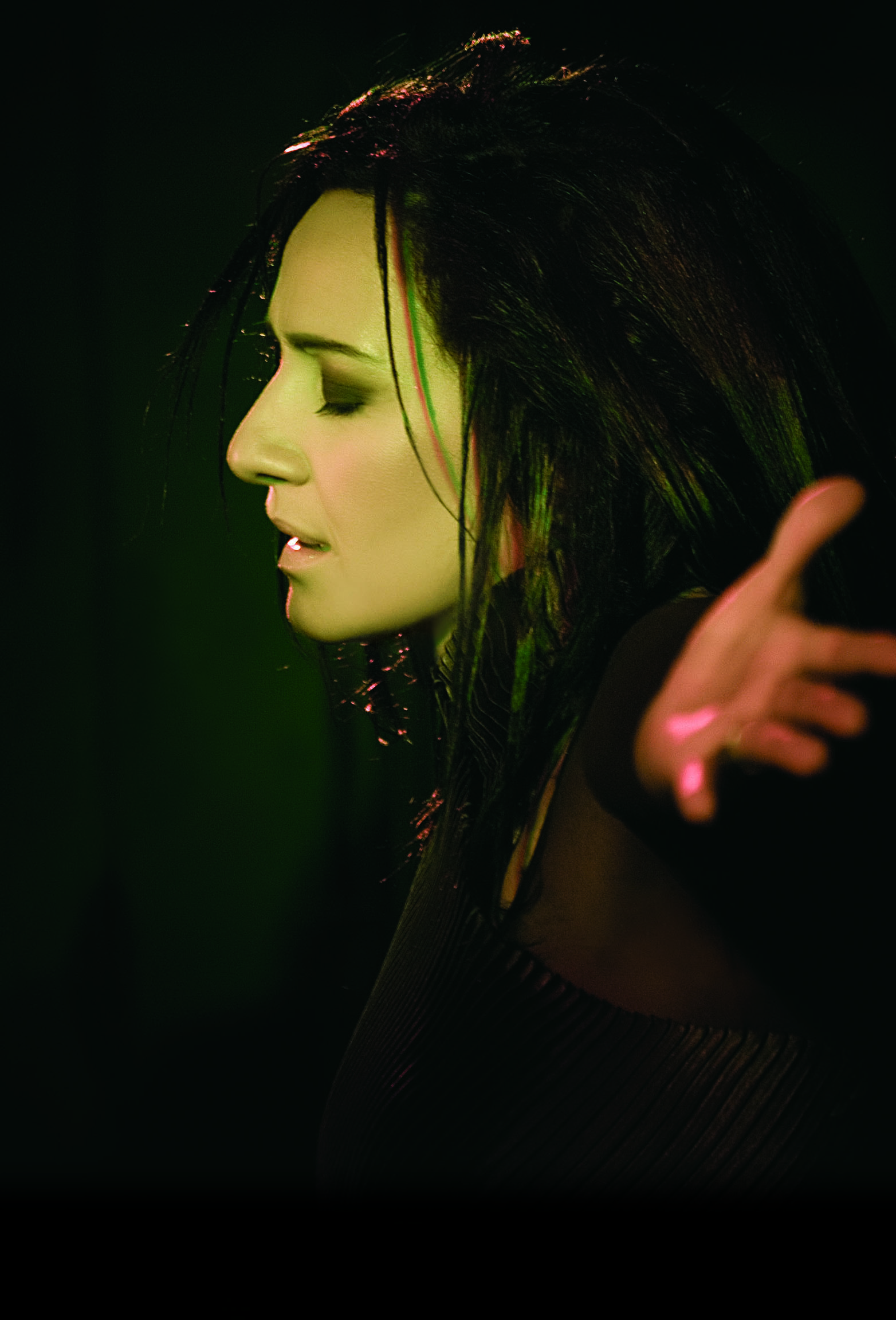
Roxana Amed, año 2009

A lo largo de su carrera, desarrolló un creciente interés por la docencia, impulsada por la falta de métodos integrales de formación para cantantes de música popular en Argentina. Así creó el proyecto Imaginarius, una iniciativa educativa que continúa vigente y que ofrece seminarios sobre teoría musical, técnica vocal, escritura de canciones y desempeño profesional en la industria musical. El nombre del proyecto alude a la condición del cantante, cuyo instrumento no es visible ni tangible.
Entre 2009 y 2018 creó y coordinó el Taller para Cantantes del Festival Internacional de Jazz de Buenos Aires, bajo la dirección artística de Adrián Iaies. Durante ese período, más de 100 cantantes de toda Sudamérica participaron del programa, que contó con la colaboración de destacados docentes internacionales, entre ellos Dominique Eade (New England Conservatory), Darmon Meader (New York Voices), Dena DeRose (Graz University, Austria), Judy Niemack (Jazz Institute, Berlín), Christine Correa (Columbia University, Nueva York), Michele Weir (UCLA), Joey Blake (Berklee College of Music), Gino Sitson y Norma Winstone (Focusyear, Basilea, Suiza).

## Carrera en Estados Unidos
En 2013, Amed se trasladó a los Estados Unidos, país en el que reside desde entonces. Su integración en la escena local del jazz y el contacto con destacados músicos le brindaron nuevas oportunidades creativas que impactaron en la producción de varios álbumes reconocidos con premios, nominaciones y reconocimiento internacional.
Conoció al saxofonista y compositor Gary Campbell, entonces director del Departamento de Jazz de la Florida International University (FIU), institución que le otorgó una beca completa para cursar la Maestría en Interpretación Vocal de Jazz. Entre 2016 y 2018 se desempeñó también como asistente de cátedra en la asignatura de Evolución del Jazz. Se graduó con honores y fue distinguida con el premio a la Mejor Interpretación Vocal de Jazz, siendo la primera vez que la Escuela de Música otorgaba dicho reconocimiento al Departamento de Estudios de Jazz.
En 2018 comenzó a impartir clases en Miami Dade College, en materias como Teoría Musical, Entrenamiento Auditivo, Apreciación Musical, Música Popular Norteamericana y Jazz Vocal. Durante 2019 y 2020 también fue profesora de canto, ensamble vocal e improvisación de jazz en FIU, y en 2021 dictó Historia de la Música Afroamericana en esa misma institución.
También en 2021 comienza a trabajar en la cátedra de Canto Contemporáneo en Frost School of Music, de la Universidad de Miami y actualmente se desempeña en la misma como Profesora Titular (Lecturer) enseñando en las cátedras de Teoría Musical y Canto y codirige un ensamble de música latina.
En 2018 presentó un tributo a Astor Piazzolla junto al pianista brasileño André Mehmari y una orquesta de cámara, proyecto comisionado por el Festival Internacional de Jazz de Buenos Aires.
En 2019, produjo Instantáneas, un álbum de grabaciones en vivo en estudio.
Tras un recorrido artístico enfocado en una nueva audiencia y perspectiva, y en el contexto de la pandemia iniciada en 2019, en abril de 2021 lanzó Ontology, un álbum que reúne composiciones originales junto con versiones de obras de Wayne Shorter, Alberto Ginastera y Bill Evans. El disco marcó una nueva etapa en su carrera y tuvo un fuerte impacto en medios especializados de jazz a nivel internacional. En este proyecto trabajó junto a sus actuales colaboradores: Martin Bejerano (piano, University of Miami, Roy Haynes), Mark Small (saxo, Miami-Dade College, New World School), Edward Pérez (contrabajo, NY, Queens College, The New School, SilkRoad) y Ludwig Afonso (batería, Florida International University, Richard Bona).
Ontology recibió dos nominaciones a los premios Latin Grammy, incluyendo la categoría Mejor Álbum de Jazz, y fue distinguido con el Premio Gardel al Mejor Álbum de Jazz, primera vez en 19 años que dicho galardón es otorgado a una vocalista y productora desde la inclusión del rubro a esos premios.

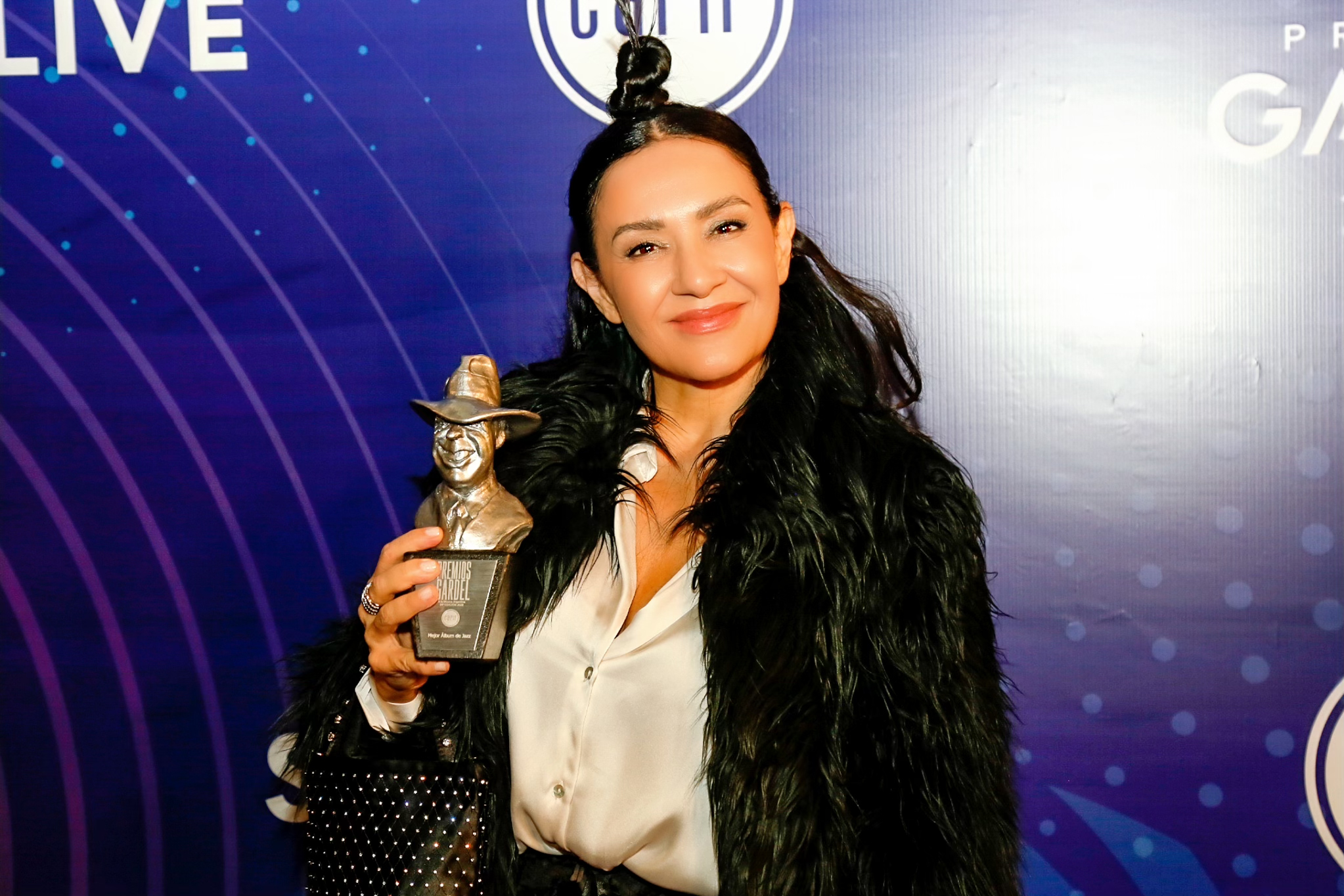
Roxana Amed recibiendo el Premio Gardel al Mejor Álbum de Jazz 2021

En agosto de 2021, recibió la subvención New Jazz Works, otorgada por Chamber Music America con el apoyo de la Fundación Benéfica Doris Duke.
En 2022, Roxana Amed emprendió una nueva y ambiciosa producción titulada Unánime. En su rol como productora, convocó a destacados artistas de diversas regiones de Latinoamérica y España, con el objetivo de explorar distintas facetas del jazz latino. Participaron en el proyecto Chucho Valdés (Cuba), Niño Josele (España), Pedro Aznar (Argentina), Chico Pinheiro (Brasil), Julio Reyes Copello (Colombia), Tony Succar (Perú) y Linda Briceño (Venezuela).
El álbum celebra las obras de compositores latinoamericanos tanto contemporáneos como históricos, incluyendo a Ignacio Cervantes (Cuba), Miguel Pous (México), Luis Alberto Spinetta (Argentina), César Prato (Venezuela), Egberto Gismonti (Brasil) y Julio Reyes Copello (Colombia). También incluye obras de Miles Davis, Roxana Amed, Edward Pérez y Martín Bejerano.
En 2023, Unánime obtuvo una nominación al Latin GRAMMY® en la categoría de Mejor Álbum de Jazz. La obra fue reconocida por la crítica especializada en las escenas de jazz de Estados Unidos, Argentina y Europa. Posteriormente, Amed recibió su sexta nominación a los Premios Gardel en la misma categoría.
Ese mismo año, fue la única artista representando a Estados Unidos invitada a la feria internacional de jazz JazzAhead!, realizada en Bremen, Alemania, donde su propuesta artística fue recibida con entusiasmo.
El 9 de junio de 2023 lanzó Los trabajos y las noches, álbum realizado en colaboración con Frank Carlberg, con composiciones basadas en poemas de Alejandra Pizarnik. Este trabajo recibió una calificación de cuatro estrellas en la revista especializada DownBeat , además de ser nominado a los Premios Gardel como Mejor Álbum de Jazz. Los trabajos y las noches fue presentado con éxito en la ciudad de Nueva York.
 

Con el apoyo de Chamber Music America y la beca New Jazz Works, Amed produjo Becoming Human, un álbum de composiciones originales estrenado en mayo de 2024.  La obra retrata distintos episodios de la experiencia humana a través de cada una de sus canciones. El estreno tuvo lugar en The Jazz Gallery, en Nueva York.
“[Becoming human] en un modo sutil –casi suplicante- es la declaración más ponderosa para que finalmente Amed reciba la postergada inclusión en la primera línea de vocalistas de jazz ” John Chacona, All About Jazz.
El 23 de mayo de 2025 lanzó su duodécimo trabajo discográfico, Todos los Fuegos en el que reimagina clásicos del rock argentino desde el lenguaje del jazz. El repertorio incluye obras de Charly García, Luis Alberto Spinetta, Fito Páez y Gustavo Cerati. El álbum cuenta con la participación de músicos como Leo Genovese, Mark Small, Tim Lefebvre, Kenny Wollesen, Martin Bejerano, entre otros. Este año fue reconocida con el Premio Konex en la disciplina Solista de Jazz como una de las mejores de la década en la Argentina.

## Discografía
- 2004 – Limbo (EMI / Sony Music Latin), producido por Pedro Aznar y Roxana Amed.
- 2006 – Entremundos (Sony Music Latin), producido por Roxana Amed y Pedro Aznar.
- 2009 – La voz más allá (Sony Music, DVD), concierto en vivo, producido por Roxana Amed.
- 2010 – Cinemateca finlandesa (Sony Music Latin), con Adrián Iaies, producido por Amed e Iaies.
- 2011 – Inocencia (Sony Music Latin), producido por Roxana Amed.
- 2013 – La sombra de su sombra (Sony Music Latin), con Frank Carlberg, producido por Amed y Carlberg.
- 2019 – Instantáneas: Studio Live Sessions (Sony Music Latin), producido por Roxana Amed.
- 2021 – Ontology (Sony Music Latin), producido por Roxana Amed.
- 2022 – Unánime (Sony Music Latin), con varios artistas latinoamericanos, producido por Roxana Amed.
- 2023 – Los trabajos y las noches (Sony Music Latin), con Frank Carlberg, producido por Amed y Carlberg.
- 2024 – Becoming Human (Sony Music Latin), producido por Roxana Amed.
- 2025 – Todos los Fuegos (Sony Music Latin), producido por Roxana Amed.

## Premios y reconocimientos
- 2001 – Premio Martín Fierro a la mejor banda sonora para televisión por la canción “Vulnerables” (Sobrevivientes, Canal 13 / Pol-Ka).
- 2003 – Nominación a los Premios Clarín como Artista Revelación de Jazz.
- 2004 – Premios Gardel a la mejor ingeniería de grabación por el álbum Limbo (otorgado a Pedro Aznar).
- 2007 – Nominación al Gardel por Entremundos (Mejor álbum canción testimonial).
- 2011 – Nominación al Gardel por Cinemateca finlandesa (Mejor álbum de jazz).
- 2014 – Nominación al Gardel por La sombra de su sombra (Mejor álbum conceptual).
- 2021 – 2 nominaciones a los Premios Grammy Latinos:
  - Mejor Álbum de Jazz/Latin Jazz por Ontology
  - Mejor Arreglo por “Blue in Green (Sky and Sea)”, arreglo de Kendall Moore
- 2021 – Becada por Chamber Music America con el programa New Jazz Works (primera artista argentina en recibirlo).
- 2021 – Reconocimientos por Ontology:
  - AllMusic: Top 100 de todos los géneros
  - All About Jazz: Top 10 latino/brasileño – Top 5 vocal
  - NPR: Top 20 del año
  - Jazziz: Mejores álbumes
- 2022 – Premio Gardel al Mejor Álbum de Jazz por Ontology (primera cantante/productora premiada desde 2003).
- 2022 – Nominación al Latin Grammy por Unánime (Mejor Álbum de Jazz/Latin Jazz).
- 2022 – Reconocimientos por Unánime:
  - The New York Times
  - Jazzwise UK (5 estrellas)
  - DownBeat
  - Grammy.com
  - All About Jazz (Italia)
- 2023 – Nominación al Gardel por Unánime (Mejor Álbum de Jazz).
- 2024 – Nominación al Gardel por Los trabajos y las noches (Mejor Álbum de Jazz).
- 2025 – Premio Konex Diploma al Mérito (Solista de Jazz).

## Colaboraciones
- 2000 – Todo tiene un lugar (Sandra Mihanovich) – música y letra de “Sobrevivientes”, “Luz en tus ojos” y “Todo tiene un lugar”.
- 2003 – Sin tu amor (Mihanovich) – música y letra de “Nace un nuevo corazón”, “Una vez más”; arreglos vocales.
- 2004 – Peligrosa obsesión (BSO) – voz líder en “You Can Find the Way”.
- 2008 – Por partida triple (León Gieco) – productora y voz líder en “Georgia Lee”.
- 2011 – El desembarco (Gieco) – voz líder en “Las canciones”.
- 2012 – Conversaciones desde el arrabal amargo (Adrián Iaies, Horacio Fumero) – voz en “La colina de la vida” y “Uno”.
- 2012 – Puentes amarillos (Pedro Aznar) – voz en “Barro tal vez” y “Durazno sangrando”.
- 2015 – Vida (Ricky Martin) – letra de “Vida”.
- 2016 – Tributango (Solla, Aslan, Jaurena) – voz líder en “Soledad”.
- 2018 – Cercanía (Santiago Torricelli Ensamble) – voz líder en “El otro camino”.
- 2019 – Little Havana (Señor Groove) – voz líder en “Drume Negrita”.
- 2020 – Quatro (John Finbury) – letra de “La madre de todos los errores”.
- 2022 – #CubanAmerican (Martin Bejerano) – voz líder en “Mi cafetal”.
- 2023 – El siempre mar (Emilio Solla, Antonio Lizana) – música, letra y voz líder en “Lejos de casa”.